# Carlston Harris
Carlston Lindsay Harris (Skeldon, Guyana, 9 de julio de 1987) es un artista marcial mixto guyanés que compite en la división de peso wélter de Ultimate Fighting Championship.

## Primeros años
Tras abandonar Guyana en 2007 en busca de mejores perspectivas laborales, Harris se trasladó a Manaos, Brasil, para trabajar como mecánico. Tratando el boxeo y la luta livre como un pasatiempo, decidió hacer de las artes marciales su trabajo a tiempo completo después de comprar un DVD pirata del primer combate de B.J. Penn y Diego Sánchez. Poco después, su entrenador, Junior Lopes, le sugirió a Harris que se trasladara a Río de Janeiro y continuara su entrenamiento de MMA.
Es el primer luchador guyanés en UFC.

## Carrera de artes marciales mixtas

### Inicios
Debutando en las MMA en 2011, comenzó su carrera en las MMA perdiendo una decisión dividida ante Christiano Marques. Dos meses después, consiguió su primera victoria en las MMA sometiendo a Bruno Renascer en el primer asalto, seguida de otra derrota por decisión en marzo de 2012. Al cambiar su carrera, se puso en una racha de victorias después de su comienzo 1-2 y derrotó a los gustos de Michel Pereira, Joilton Lutterbach, y Wellington Turman para ser notado por Brave Combat Federation.

### Brave Combat Federation
Se enfrentó a Thiago Vieira el 18 de marzo de 2017 en Brave CF 3. Ganó el combate por TKO en el segundo asalto.
En su segunda actuación pasaría a derrotar a Carl Booth por decisión unánime en Brave CF 8 el 12 de agosto de 2017 para ganar el Campeonato de Peso Wélter de BRAVE CF.
En su primera defensa del título, se enfrentó a Jarrah Hussein Al-Silawi en Brave CF 16 el 21 de septiembre de 2018. Perdió el combate y el título por TKO en el primer asalto.

### Regreso a la escena regional
Ganó su primer combate de vuelta en Brasil con la promoción Shooto Brasil contra Claudio Rocha por medio de una parada en el primer asalto. Se enfrentó a Alex Santos el 27 de septiembre de 2020 en Shooto Brasil 101. Ganó el combate por KO en el segundo asalto.
Tras su victoria contra Saygid Izagakhmaev en UAE Warriors 15 con la presencia de Dana White, fue fichado por la UFC.

### Ultimate Fighting Championship

#### 2021
Harris debutó en UFC contra Christian Aguilera el 8 de mayo de 2021 en UFC on ESPN: Rodriguez vs. Waterson. Ganó la pelea por sumisión en el primer asalto. Esta victoria le valió el premio a la Actuación de la Noche.
Harris enfrentó a Impa Kasanganay el 18 de septiembre de 2021 en UFC Fight Night: Smith vs. Spann. Ganó la pelea por TKO en el primer asalto.

#### 2022
Harris enfrentó a Shavkat Rakhmonov el 5 de febrero de 2022, en UFC Fight Night: Hermansson vs. Strickland. Perdió la pelea por KO en el primer asalto.

#### 2023
Harris estaba programado para enfrentar a Ramiz Brahimaj el 18 de febrero de 2023, en UFC Fight Night 219.  Sin embargo, Brahimaj se retiró de la pelea por una lesión de cuello.
Harris estaba prorgramado para enfrenta a Abubakar Nurmagomedov el 11 de febrero de 2023, en UFC Fight Night 221.  Sin embargo, Nurmagomedov se retiró de la pelea por razones no reveladas y fue reemplazado por Jared Gooden. En el pesaje, Gooden pesó 177 libras, seis libras sobre el límite de peso wélter. La pelea continuó en un peso pactado y Gooden fue multado con el 30% de su bolsa, que hacía Harris. Ganó la pelea por decisión unánime.
Harris enfrentó a Jeremiah Wells el 5 de agosto de 2023, en UFC on ESPN 50. Ganó la pelea por sumisión en el tercer asalto. Esta pelea lo hizo merecedor de su segundo premio de Actuación de la Noche.

#### 2024
Harris enfrentó a Khaos Williams el 18 de mayo de 2024, en UFC Fight Night 241. Perdió la pelea por KO en el primer asalto.

## Campeonatos y logros
- Ultimate Fighting Championship
  - Actuación de la Noche (una vez) vs. Christian Aguilera[12]
- Brave Combat Federation
  - Campeonato de Peso Wélter de BRAVE CF (una vez)

## Récord en artes marciales mixtas
| Récord profesional | Récord profesional | Récord profesional |
| 25 peleas          | 19 victorias       | 6 derrotas         |
| ------------------ | ------------------ | ------------------ |
| Nocaut             | 5                  | 3                  |
| Sumisión           | 6                  | 0                  |
| Decisión           | 8                  | 3                  |

| Resultado | Récord | Oponente                 | Método                            | Evento                                     | Fecha                    | Ronda | Tiempo | Localización         | Notas                                                   |
| --------- | ------ | ------------------------ | --------------------------------- | ------------------------------------------ | ------------------------ | ----- | ------ | -------------------- | ------------------------------------------------------- |
| Derrota   | 19-6   | Khaos Williams           | KO (puñetazo)                     | UFC Fight Night: Barboza vs. Murphy        | 18 de mayo de 2024       | 1     | 1:30   | Las Vegas, Nevada    |                                                         |
| Victoria  | 19–5   | Jeremiah Wells           | Sumisión técnica (anaconda choke) | UFC on ESPN: Sandhagen vs. Font            | 5 de agosto de 2023      | 3     | 1:50   | Nashville, Tennessee | Actuación de la Noche.                                  |
| Victoria  | 18–5   | Jared Gooden             | Decisión (unámime)                | UFC Fight Night: Yan vs. Dvalishvili       | 11 de marzo de 2022      | 3     | 5:00   | Las Vegas, Nevada    | Pelea en peso pactado (177 lbs); Gooden no dio el peso. |
| Derrota   | 17–5   | Shavkat Rakhmonov        | KO (patada giratoria y golpes)    | UFC Fight Night: Hermansson vs. Strickland | 5 de febrero de 2022     | 1     | 4:10   | Las Vegas, Nevada    |                                                         |
| Victoria  | 17–4   | Impa Kasanganay          | TKO (golpes)                      | UFC Fight Night: Smith vs. Spann           | 18 de septiembre de 2021 | 1     | 2:38   | Las Vegas, Nevada    |                                                         |
| Victoria  | 16–4   | Christian Aguilera       | Sumisión técnica (anaconda choke) | UFC on ESPN: Rodriguez vs. Waterson        | 8 de mayo de 2021        | 1     | 2:52   | Las Vegas, Nevada    | Actuación de la Noche.                                  |
| Victoria  | 15–4   | Saygid Izagakhmaev       | Sumisión técnica (anaconda choke) | UAE Warriors 15                            | 15 de enero de 2021      | 2     | 2:36   | Abu Dhabi            |                                                         |
| Victoria  | 14–4   | Alex Santos              | KO (puñetazo)                     | Shooto Brazil 101                          | 27 de septiembre de 2020 | 2     | 1:12   | Río de Janeiro       |                                                         |
| Victoria  | 13–4   | Claudio Rocha            | TKO (golpes)                      | Shooto Brazil 99                           | 20 de diciembre de 2019  | 1     | N/A    | Río de Janeiro       |                                                         |
| Derrota   | 12–4   | Jarrah Hussein Al-Silawi | TKO (golpes)                      | Brave CF 16                                | 21 de septiembre de 2018 | 1     | 3:51   | Abu Dhabi            | Perdió el Campeonato de Peso Wélter de BRAVE CF.        |
| Victoria  | 12–3   | Carl Booth               | Decisión (unánime)                | Brave CF 8                                 | 12 de agosto de 2017     | 3     | 5:00   | Curitiba             | Ganó el Campeonato de Peso Wélter de BRAVE CF.          |
| Victoria  | 11–3   | Thiago Vieira            | TKO (golpes)                      | Brave CF 3                                 | 18 de marzo de 2017      | 2     | 1:04   | Curitiba             |                                                         |
| Victoria  | 10–3   | Wellington Turman        | Decisión (unánime)                | Imortal FC 6                               | 10 de diciembre de 2016  | 3     | 5:00   | Curitiba             |                                                         |
| Victoria  | 9–3    | Wellington Vicente       | Sumisión (arm-triangle choke)     | Skull Fighting Championship 1              | 20 de agosto de 2016     | 1     | 1:31   | Duque de Caxias      |                                                         |
| Derrota   | 8–3    | Julio Cesar Andrade      | Decisión (dividida)               | WOCS 43                                    | 25 de junio de 2016      | 3     | 5:00   | Río de Janeiro       | Por el Campeonato de Peso Wélter de la WOCS.            |
| Victoria  | 8–2    | Michel Pereira           | Decisión (unánime)                | XFC International 12                       | 28 de noviembre de 2015  | 3     | 5:00   | São Paulo            |                                                         |
| Victoria  | 7–2    | Paulo César              | Sumisión (brabo choke)            | XFC International 9                        | 14 de marzo de 2015      | 1     | 4:03   | São Paulo            |                                                         |
| Victoria  | 6–2    | Ariel Jaeger             | Decisión (unánime)                | XFC International 7                        | 1 de noviembre de 2014   | 3     | 5:00   | São Paulo            |                                                         |
| Victoria  | 5–2    | Claudio Rocha            | Decisión (unánime)                | Cage Combat: Pro MMA 7                     | 21 de junio de 2014      | 3     | 5:00   | Bonito               |                                                         |
| Victoria  | 4–2    | Cleiton Prisco           | Decisión (unánime)                | Bitetti Combat 15                          | 11 de mayo de 2013       | 3     | 5:00   | Río de Janeiro       |                                                         |
| Victoria  | 3–2    | Joilton Lutterbach       | Decisión (unánime)                | Bitetti Combat 14                          | 9 de marzo de 2013       | 3     | 5:00   | Río de Janeiro       |                                                         |
| Victoria  | 2–2    | Aldo Ocampos             | TKO (golpes)                      | Cage Combat: International Cage Combat 2   | 25 de agosto de 2012     | 3     | 2:21   | Campo Grande         |                                                         |
| Derrota   | 1–2    | Fernando Bruno           | Decisión (unánime)                | Shooto Brazil 28                           | 10 de marzo de 2012      | 3     | 5:00   | Río de Janeiro       |                                                         |
| Victoria  | 1–1    | Bruno Renascer           | Sumisión (arm-triangle choke)     | Beija-Flor Fight Combat                    | 3 de diciembre de 2011   | 1     | 2:16   | Nilópolis            |                                                         |
| Derrota   | 0–1    | Christiano Marques       | Decisión (dividida)               | Apocalypse Fighting Championship           | 8 de octubre de 2011     | 3     | 5:00   | Passo Fundo          | Debut en peso wélter.                                   |